# جكرندة
الجَكَرَنْدَة (الاسم العلمي: Jacaranda) هي جنس من النباتات يتبع الفصيلة البغنونية من رتبة الشفويات هي شجرة متساقطة الأوراق، أوراقها مركبة ريشية فردية متقابلة، والوريقات متطاولة ذات قمة حادة ذات لون أخضر فاتح والأزهار في نورات وهي أنبوبية بنفسجية، بيضاء وزرقاء اللون تظهر في الربيع قبل ظهور الأوراق. تتكاثر بالبذرة وتنجح زراعتها في الأراضي الغنية والصفراء الخفيفة والجيدة الصرف وهي سريعة النمو ويصل ارتفاعها إلى 15 متر. وتزرع للظل والتزيين في الشوارع وفي الحدائق العامة. الأزهار لها فائدة طبية في تطهير المسالك البولية.

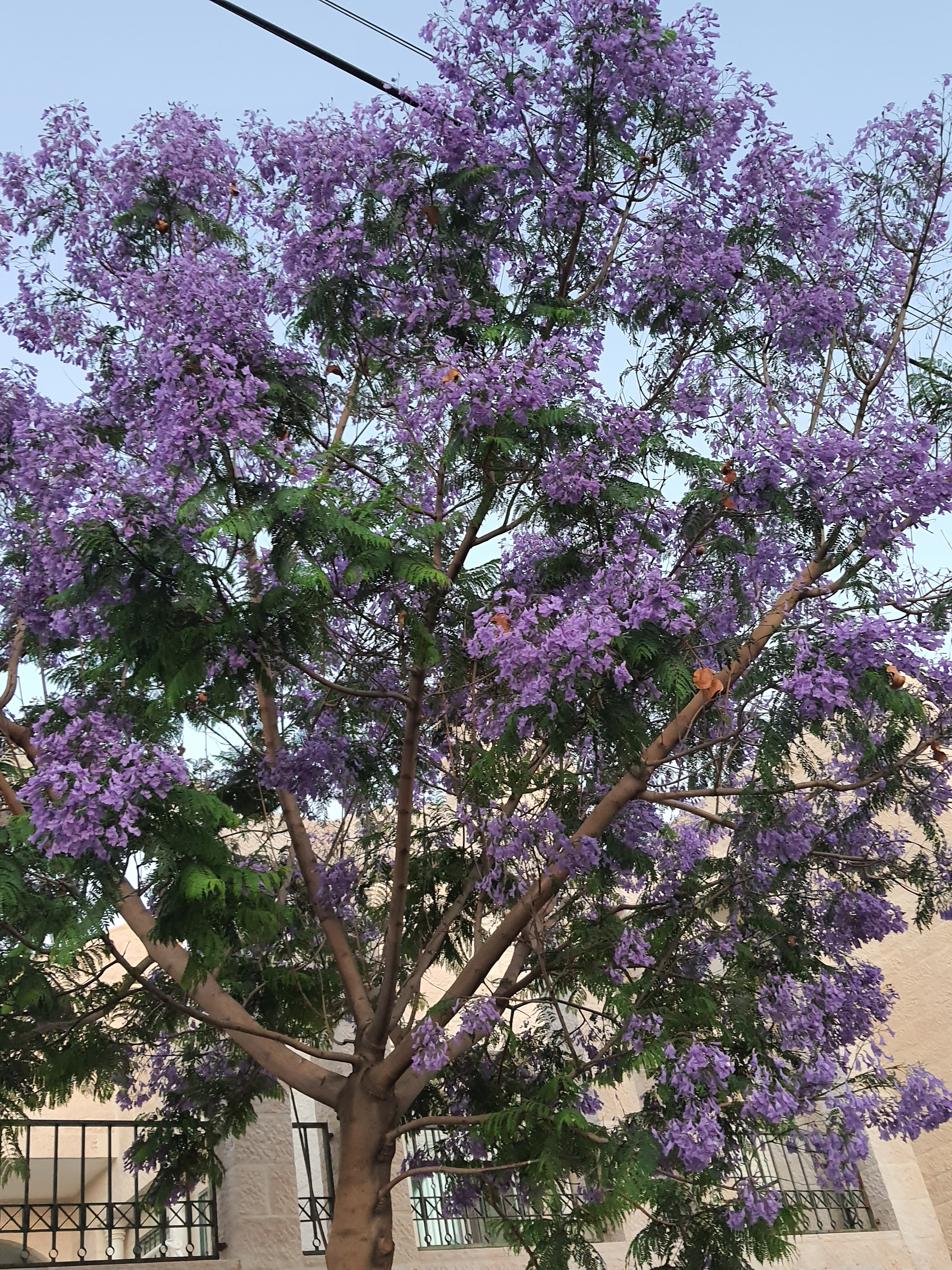
شجرة جاكرندا في الأردن

يعرف الخشب بالأبنوس الأخضر ويستخدم في عمل الأثاث؛ نظرًا لقوة تحمله وصلاحيته للنحت وأعمال الخراطة، وفي عمل الأصابع السوداء لآلة البيانو.

## معرض صور

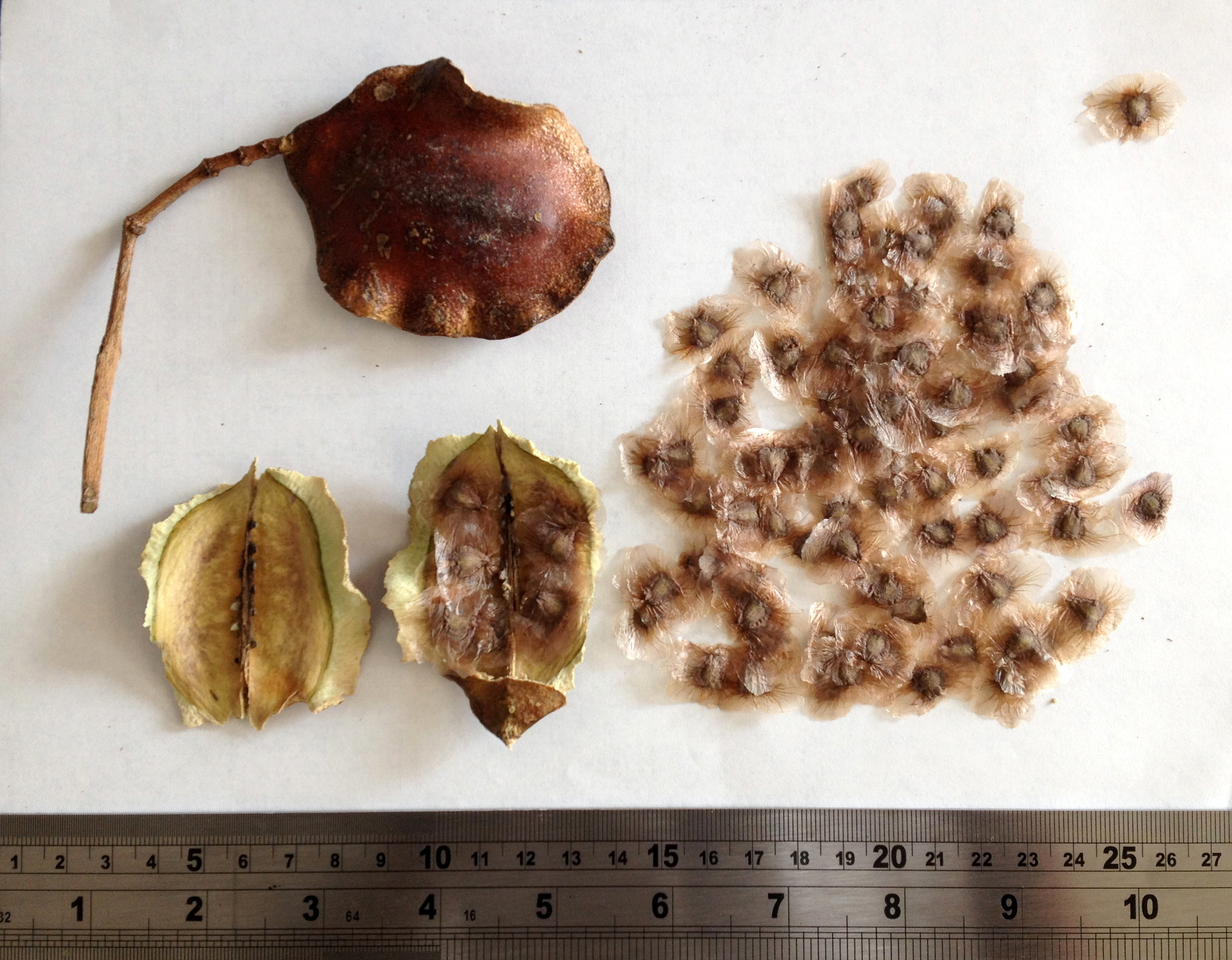
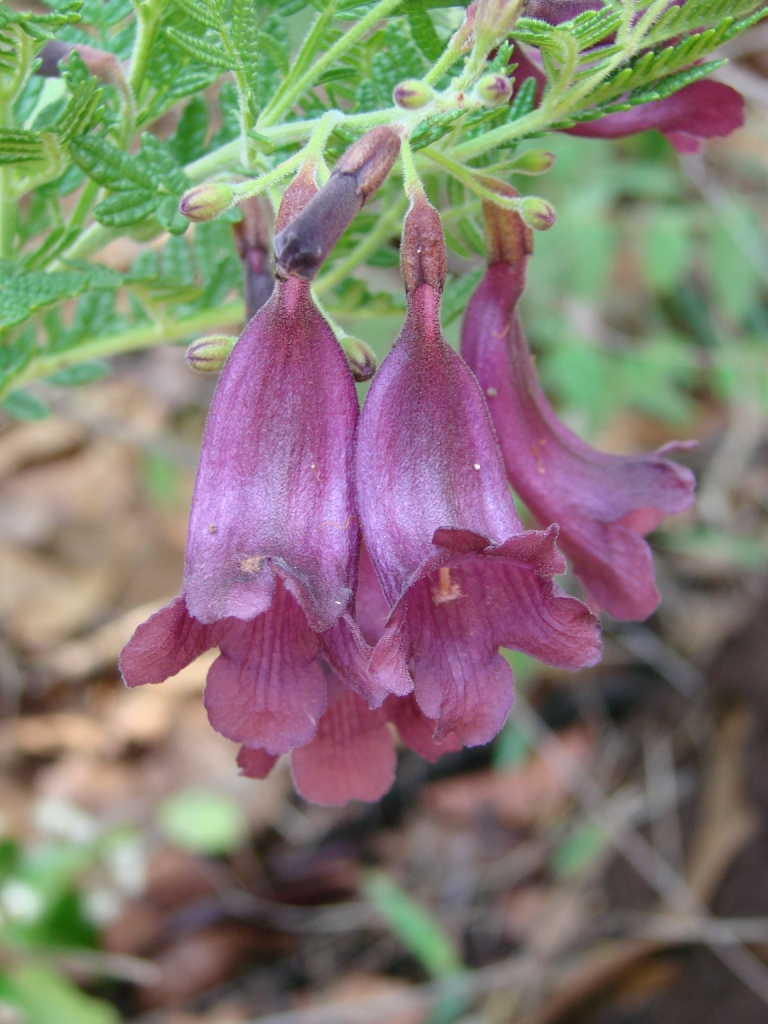
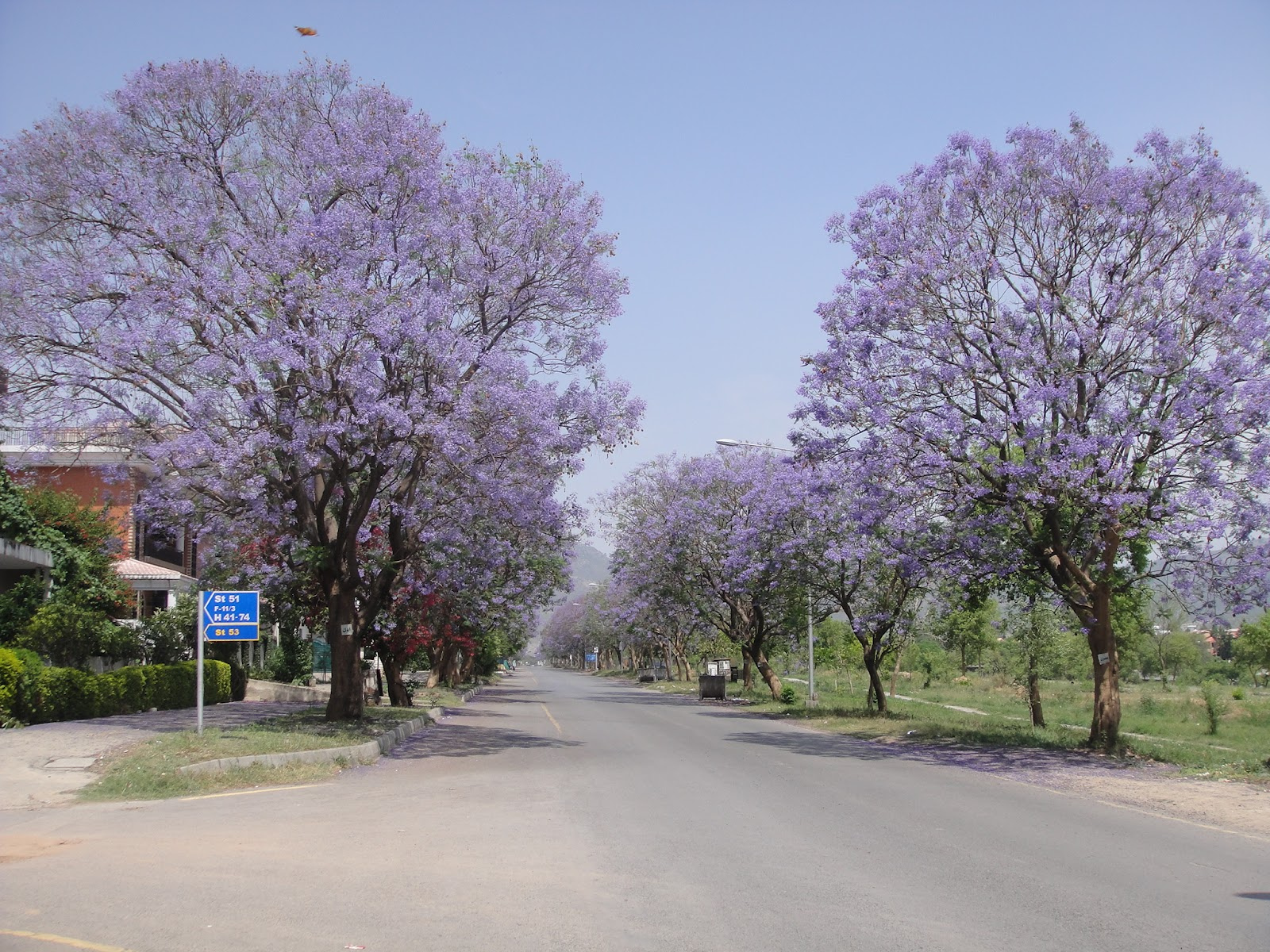
نورات الأزهار
نورات الأزهار